# Khalil Rouissi
Pour les articles homonymes, voir Rouissi.
Khalil Rouissi, né le 21 avril 1965 à Khouribga, est un ancien arbitre international marocain ayant pris sa retraite en 2010.

## Biographie
Khalil arbitre essentiellement les matchs du Championnat du Maroc et de Coupe du trône. International depuis 2002, il a arbitré deux matchs en Ligue des champions, un match en coupe de la confédération, un match comptant pour les qualifications de la coupe du monde de football 2010 puis deux autres rencontres amicales opposant des équipes nationales.
Sa carrière d'arbitrage débuta en 1982 alors qu'il n'avait qu'une vingtaine d'années. Il prendra finalement sa retraite en 2010 après une longue carrière d'arbitrage à l'âge de 45 ans après avoir arbitré plusieurs matchs internationaux.